# Mykola Spynul
Mykola Spynul, cyrilicí Микола Спинул, též Nikolaj Spenul (5. prosince 1867 Malyj Kučuriv – 22. ledna 1928 Vídeň), byl rakouský pedagog a politik ukrajinské (rusínské) národnosti z Bukoviny, na počátku 20. století poslanec Říšské rady.

## Biografie
Pocházel z rodiny zemědělce. Vychodil národní školu a učitelský ústav v Černovicích. Sloužil jako záložník u 85. pěšího regimentu. Byl jmenován nadučitelem. Později působil ve funkci okresního školského inspektora v Černovicích. Zastával funkci okresního školního inspektora ve Vaškivcích. Byl učitelem. Publikoval články na pedagogická témata v místním tisku.
Patřil k Ukrajinské národně demokratické straně. V letech 1911–1918 zasedal jako poslanec Bukovinského zemského sněmu. Do sněmu byl zvolen v dubnu 1911 za obvod 34 ve všeobecné kurii.
Působil také coby poslanec Říšské rady (celostátního parlamentu Předlitavska), kam usedl ve volbách do Říšské rady roku 1907. Byl zvolen za obvod Bukovina 06. Mandát obhájil ve volbách do Říšské rady roku 1911.
Roku 1907 se zmiňuje jako mladorusínský kandidát. Po volbách roku 1907 byl uváděn coby člen poslaneckého Klubu bukovinských Rusínů, po volbách v roce 1911 coby člen Bukovinského ukrajinského klubu.
V listopadu 1918 se podílel na přebírání moci v Bukovině po rozpadu monarchie. Byl konzulem krátce existující Západoukrajinské lidové republiky ve Vídni. Poté se vrátil do Černivci, kde zemřel v roce 1928.